# Ungarische Badminton-Mannschaftsmeisterschaft 2013
Die Ungarische Badminton-Mannschaftsmeisterschaft 2013 war die 45. Auflage des Teamwettstreits in Ungarn. Es wurde ein Wettbewerb für gemischte Mannschaften ausgetragen. Meister wurde das Team von Pécsi Multi-Alarm SE.

## Endstand
| Platz | Mannschaft |
| ----- | --- |
| 1.    | Pécsi Multi-Alarm SE (Máté Dubicz, Marcell Elek, Laura Sárosi, Réka Sárosi, Eszter Zsolt, Mariya Ulitina, Pál Pádár, Henrik Tóth, Lee Tsuen Seng, Dániel Gradwohl, Nikolett Bogdán) |
| 2.    | Debreceni TC-DSC-SI |
| 3.    | Honvéd Zrínyi SE |
| 4.    | Dánszentmiklósi SK |